# Biblioteca de la Casa de la Cultura Ecuatoriana Núcleo del Guayas
La Biblioteca Aurora Estrada y Ayala de Ramírez Pérez de la Casa de la Cultura Núcleo del Guayas forma parte de una Red de Bibliotecas de la Casa de la Cultura Ecuatoriana Benjamín Carrión. Es un espacio donde se encuentran obras literarias de autores nacionales y extranjeros. La poeta guayaquileña Ana Cecilia Blum manifestó que fue allí donde leyó por primera vez a Walt Whitman, autor que marcaría su voz para toda la vida.
Se encuentra ubicada dentro del edificio de Casa de la Cultura Núcleo del Guayas, y además de dar su servicio a la comunidad promociona eventos culturales como la presentación de libros y conversatorios de literatura y tradiciones locales.
En abril cuando se celebra el mes del libro la biblioteca se hace presente con la donación de libros y revistas.

## Fondo bibliográfico
Posee aproximadamente 35000 libros y miles de revistas y diarios, se puede encontrar las obras de Demetrio Aguilera, Joaquín Gallegos, Medardo Ángel Silva y Alicia Yánez Cossío.